# 特拉萨科
特拉萨科（義大利語：Trasacco），是意大利阿奎拉省的一个市镇。总面积51.4平方公里，人口6196人，人口密度120.5人/平方公里（2009年）。ISTAT代码为066102。